# Campeonato Sub-20 de la OFC 2018
El Campeonato Sub-20 de la OFC 2018 fue la vigésima segunda edición de dicho torneo. Tuvo lugar en Papeete, Polinesia Francesa entre el 5 y el 18 de agosto. El campeón Nueva Zelanda y el subcampeón Tahití clasificaron a la Copa Mundial de Fútbol Sub-20 de 2019.
Participaron ocho selecciones: Fiyi, las Islas Salomón, Nueva Caledonia, Nueva Zelanda, Papúa Nueva Guinea, Tahití, Vanuatu y Tonga, que superó en la clasificación a las Islas Cook, Samoa y Samoa Americana.

## Fase preliminar
Tuvo lugar entre el 26 de mayo y el 1 de junio en Avarua, Islas Cook.
| Pos. | Equipo          | Pts. | PJ | G | E | P | GF | GC | Dif. | Clasificación          |
| ---- | --------------- | ---- | -- | - | - | - | -- | -- | ---- | ---------------------- |
| 1    | Tonga           | 7    | 3  | 2 | 1 | 0 | 6  | 1  | +5   | Avanza a la Fase Final |
| 2    | Samoa           | 7    | 3  | 2 | 1 | 0 | 5  | 1  | +4   |                        |
| 3    | Islas Cook      | 3    | 3  | 1 | 0 | 2 | 2  | 5  | −3   |                        |
| 4    | Samoa Americana | 0    | 3  | 0 | 0 | 3 | 1  | 7  | −6   |                        |

 Fuente: OFC
| 26 de mayo de 2018, 13:30 | Samoa Americana | 0:3 (0:0) | Samoa               | CIFA Academy, Avarua     |                          |
|                           |                 | Reporte   | Smith 77', 81', 90' | Árbitro(s): Joel Hopkken | Árbitro(s): Joel Hopkken |

| 26 de mayo de 2018, 16:30 | Tonga                                   | 3:0 (3:0) | Islas Cook | CIFA Academy, Avarua    |                         |
|                           | Kau 17' · Rajani 24' (pen.), 38' (pen.) | Reporte   |            | Árbitro(s): George Time | Árbitro(s): George Time |

| 29 de mayo de 2018, 13:30 | Tonga         | 2:0 (1:0) | Samoa Americana | CIFA Academy, Avarua |  |
|                           | Namoa 7', 50' | Reporte   |                 |                      |  |

| 29 de mayo de 2018, 16:30 | Islas Cook | 0:1 (0:0) | Samoa    | CIFA Academy, Avarua |  |
|                           |            | Reporte   | Malo 78' |                      |  |

| 1 de junio de 2018, 13:30 | Samoa   | 1:1 (1:0) | Tonga             | CIFA Academy, Avarua |  |
|                           | Malo 8' | Reporte   | Falepapalangi 66' |                      |  |

| 1 de junio de 2018, 16:30 | Islas Cook                    | 2:1 (1:0) | Samoa Americana | CIFA Academy, Avarua |  |
|                           | Paio 37' · Tiputoa 49' (pen.) | Reporte   | Ledoux 51'      |                      |  |

## Fase final

### Sedes
| Estadio Pater Te Hono Nui | Stade Fautau'a |
| Capacidad: 15,000         |                |

### Grupo A
| Pos. | Equipo                 | Pts. | PJ | G | E | P | GF | GC | Dif. | Clasificación |
| ---- | ---------------------- | ---- | -- | - | - | - | -- | -- | ---- | ------------- |
| 1    | Nueva Zelanda          | 9    | 3  | 3 | 0 | 0 | 20 | 1  | +19  | Fase Final    |
| 2    | Tahití (H)             | 6    | 3  | 2 | 0 | 1 | 9  | 2  | +7   | Fase Final    |
| 3    | Papúa Nueva Guinea (E) | 3    | 3  | 1 | 0 | 2 | 4  | 10 | −6   |               |
| 4    | Tonga (E)              | 0    | 3  | 0 | 0 | 3 | 0  | 20 | −20  |               |

 Fuente: OFC
| 5 de agosto de 2018, 15:00 | Nueva Zelanda                | 2:1 (0:0) | Tahití      | Pater Te Hono Nui, Papeete |  |
|                            | Mata 54' (pen.) · Spragg 61' | Reporte   | Kaspard 64' |                            |  |

| 5 de agosto de 2018, 18:00 | Tonga | 0:4 (1:0) | Papúa Nueva Guinea                                | Pater Te Hono Nui, Papeete |  |
|                            |       | Reporte   | J. Allen 45+1' · Kerobin 66' · A. Allen 72' 90+4' |                            |  |

| 8 de agosto de 2018, 15:00 | Nueva Zelanda | 14:0 (5:0) | Tonga | Pater Te Hono Nui, Papeete |  |
|                            | Tipelu 15' · Schnell 36' 68' · Bell 38' 41' 42' · Whyte 46' 47' 89' · Spragg 54' 57' 88' · Spain 56' · Curry 78' | Reporte    |       |                            |  |

| 8 de agosto de 2018, 18:00 | Tahití                                                    | 6:0 (4:0) | Papúa Nueva Guinea | Pater Te Hono Nui, Papeete |  |
|                            | Bremond 2' 32' · Tehau 17' 86' · Vivi 45+1' · Kaspard 71' | Reporte   |                    |                            |  |

| 11 de agosto de 2018, 12:00 | Papúa Nueva Guinea | 0:4 (0:0) | Nueva Zelanda                                 | Pater Te Hono Nui, Papeete |  |
|                             |                    | Reporte   | Mata 47' (pen.), 57' (pen.), 88' · Conroy 67' |                            |  |

| 11 de agosto de 2018, 15:00 | Tahití                      | 2:0 (1:0) | Tonga | Pater Te Hono Nui, Papeete |  |
|                             | Nordman 45+4' · Morgant 51' | Reporte   |       |                            |  |

### Grupo B
| Pos. | Equipo          | Pts. | PJ | G | E | P | GF | GC | Dif. | Clasificación |
| ---- | --------------- | ---- | -- | - | - | - | -- | -- | ---- | ------------- |
| 1    | Islas Salomón   | 9    | 3  | 3 | 0 | 0 | 5  | 2  | +3   | Fase Final    |
| 2    | Nueva Caledonia | 4    | 3  | 1 | 1 | 1 | 11 | 5  | +6   | Fase Final    |
| 3    | Fiyi (E)        | 4    | 3  | 1 | 1 | 1 | 4  | 3  | +1   |               |
| 4    | Vanuatu (E)     | 0    | 3  | 0 | 0 | 3 | 2  | 12 | −10  |               |

 Fuente: OFC
| 6 de agosto de 2018, 15:00 | Nueva Caledonia                | 2:3 (1:1) | Islas Salomón                                        | Stade Fautaua, Papeete |  |
|                            | Drawilo 23' (pen.), 77' (pen.) | Reporte   | Houairia 41' · Taroga 56' (pen.) · Bitaud 72' (a.g.) |                        |  |

| 6 de agosto de 2018, 18:00 | Vanuatu          | 1:3 (0:1) | Fiyi                                  | Stade Fautaua, Papeete |  |
|                            | Tasip 80' (pen.) | Reporte   | Dau 45+2' · Vodowaqa 54' · Sami 90+2' |                        |  |

| 9 de agosto de 2018, 15:00 | Islas Salomón | 1:0 (0:0) | Fiyi | Stade Fautaua, Papeete |  |
|                            | Maeobia 89'   | Reporte   |      |                        |  |

| 9 de agosto de 2018, 18:00 | Nueva Caledonia                                                                                 | 8:1 (2:0) | Vanuatu  | Stade Fautaua, Papeete |  |
|                            | Gope-Fenepej 13', 53' · Bako 23' · Rawor 49' (a.g.) · Richard 60', 63' · Wawia 68' · Longue 88' | Reporte   | Peli 84' |                        |  |

| 12 de agosto de 2018, 12:00 | Islas Salomón | 1:0 (1:0) | Vanuatu | Stade Fautaua, Papeete |  |
|                             | Taroga 15'    | Reporte   |         |                        |  |

| 12 de agosto de 2018, 15:00 | Fiyi      | 1:1 (1:0) | Nueva Caledonia | Stade Fautaua, Papeete |  |
|                             | Dau 45+2' | Reporte   | Drawilo 63'     |                        |  |

## Fase de eliminatorias

### Semifinales
| 15 de agosto de 2018, 15:00 | Nueva Zelanda          | 2:1 (0:1) | Nueva Caledonia | Estadio Pater Te Hono Nui, Papeete |  |
|                             | Mata 55' · Ebbinge 76' | Reporte   | Mata 41' (a.g.) |                                    |  |

| 15 de agosto de 2018, 18:30 | Islas Salomón | 1:3 (0:1) | Tahití                                  | Estadio Pater Te Hono Nui, Papeete |  |
|                             | Mekawir 80'   | Reporte   | Tehau 45+3' · Nordman 74' · Kaspard 78' |                                    |  |

### Tercer puesto
| 17 de agosto de 2018, 18:00 | Nueva Caledonia                                   | 4:1 (1:0) | Islas Salomón | Estadio Pater Te Hono Nui, Papeete |  |
|                             | Wenisso 30' · Katrawa 71' · Longue 75' · Bako 89' | Reporte   | Wawane 81'    |                                    |  |

### Final
| 18 de agosto de 2018, 18:00 | Nueva Zelanda | 1:0 (0:0) | Tahití | Estadio Pater Te Hono Nui, Papeete |  |
|                             | Zwetsloot 50' | Reporte   |        |                                    |  |

| Bandera de Nueva Zelanda         |
| Campeón Nueva Zelanda 7.º título |

## Clasificados a la Copa Mundial Sub-20 de 2019
| Bandera de Nueva Zelanda | Bandera de Polinesia Francesa |
| Nueva Zelanda            | Tahití                        |
| ------------------------ | ----------------------------- |

## Goleadores
5 goles
- Max Mata

4 goles
- Charles Spragg

3 goles
- Cyril Drawilo
- Joe Bell
- Oliver Whyte
- Henry Smith
- Eddy Kaspard
- Roonui Tehau